# Tainosphaeria crassiparies
Tainosphaeria crassiparies är en svampart som beskrevs av F.A. Fernández & Huhndorf 2005. Tainosphaeria crassiparies ingår i släktet Tainosphaeria och familjen Chaetosphaeriaceae.   Inga underarter finns listade i Catalogue of Life.